# Vincenzo Giglio
Vincenzo Giglio (Bivona, 1880 – New York, 5 maggio 1914) è stato un mafioso italiano, importante mafioso e feroce killer della Famiglia Morello di New York, dove fu coinvolto in un grosso giro di fabbricazione e spaccio di dollari falsi.

## Biografia
Nel 1895, a 15 anni, lasciò la natia Bivona (Sicilia), per emigrare a New York insieme al compaesano Salvatore Cinà. In seguito i due si trasferirono a Tampa (Florida); lì la sorella di Giglio si sposò con lo stesso Cinà. Assieme al cognato lavorò per circa otto anni in una fabbrica di sigari: in questi anni diventò un uomo d'onore della famiglia di Tampa, insieme al cognato.
Nel 1904 tornò a New York, dove, insieme a Cinà, acquistò una fattoria, la cui proprietà consisteva di circa 42 ettari. Giglio divenne uno dei più spietati killer della cosca mafiosa della famiglia Morello.
Nel 1909 il bivonese vendette una quota della sua fattoria a Giuseppe Palermo, originario di Partanna (TP); sempre in quel periodo venne sospettato dai servizi segreti americani di essere uno degli uomini chiave nella contraffazione e nello smercio di dollari falsi.
Nel gennaio 1910 Giglio venne arrestato insieme a Salvatore Cinà e ad altri membri della cosca (uno dei principali complici di Giglio e del Cinà, Antonio Cicala era già stato arrestato il 15 novembre 1909): l'accusa era quella di fabbricazione e smercio di dollari falsi su scala nazionale. Venne condannato a 15 anni di lavori forzati, ma morì di malattia nel penitenziario di Atlanta il 15 maggio 1914.